# Flaga Wojwodiny

Flaga Wojwodiny

Flaga Wojwodiny jest oparta na fladze Serbii. Na serbskiej fladze, wszystkie trzy pasy mają identyczną szerokość, podczas gdy na fladze Wojwodiny, środkowe, granatowe pole jest znacznie szersze. Kolorystyka flagi symbolizuje związek Serbii i Wojwodiny.
Trzy żółte gwiazdy w centrum flagi reprezentują Baczkę, Banat i Srem, trzy mniejsze regiony składające się na Wojwodinę.